# Mitrapsylla cubana
Mitrapsylla cubana is een halfvleugelig insect uit de familie bladvlooien (Psyllidae). De wetenschappelijke naam van deze soort werd voor het eerst geldig gepubliceerd door Crawford in 1914.